# Ridgeway (Wisconsin)
Ridgeway es una villa ubicada en el condado de Iowa en el estado estadounidense de Wisconsin. En el Censo de 2010 tenía una población de 653 habitantes y una densidad poblacional de 200,74 personas por km².

## Geografía
Ridgeway se encuentra ubicada en las coordenadas 42°59′55″N 89°59′36″O / 42.99861, -89.99333. Según la Oficina del Censo de los Estados Unidos, Ridgeway tiene una superficie total de 3.25 km², de la cual 3.25 km² corresponden a tierra firme y (0%) 0 km² es agua.

## Demografía
Según el censo de 2010, había 653 personas residiendo en Ridgeway. La densidad de población era de 200,74 hab./km². De los 653 habitantes, Ridgeway estaba compuesto por el 98.77% blancos, el 0% eran afroamericanos, el 0% eran amerindios, el 0% eran asiáticos, el 0% eran isleños del Pacífico, el 0.92% eran de otras razas y el 0.31% pertenecían a dos o más razas. Del total de la población el 5.05% eran hispanos o latinos de cualquier raza.